# Aubenas-les-Alpes
Aubenas-les-Alpes är en kommun i departementet Alpes-de-Haute-Provence i regionen Provence-Alpes-Cote d'Azur i sydöstra Frankrike. Kommunen ligger  i kantonen Reillanne som ligger i arrondissementet Forcalquier. År 2022 hade Aubenas-les-Alpes 85 invånare.

## Befolkningsutveckling
Antalet invånare i kommunen Aubenas-les-Alpes
Referens: INSEE